# キンさばっ!! -近所の裁き-
『キンさばっ!! 〜近所の裁き〜』（キンさばっ きんどころのさばき）は、2008年10月14日から2011年3月28日まで三重テレビで放送されていたバラエティ番組。

## 概要
三重県の観光大使を務める萩本欽一プロデュースの公開収録番組で、三重県内各地で行われた公開収録の模様を毎回放送。制作局の三重テレビとしては久々の公開収録番組だった。
萩本は本番組のプロデュースを務めているのが縁で、2010年11月に三重テレビ報道制作局の「名誉局長」に就任した。
主な出演者は堀口文宏、森本廉太郎、さとうあつし、ちょんまげワールド伊勢の役者らで、萩本自身は不定期で出演。ほか、その日のゲストや一般からの収録参加希望者なども出演。公開収録の観覧自体は無料だが、事前の申し込みが必要だった。
オープニングとエンディングでは「欽ちゃんの夢を応援します」という触書で協賛スポンサーの紹介をしているが、協賛には三重テレビ自身も含まれていることから、これらは番組スポンサーというわけではない模様。番組は毎月「月間プレゼント」を5種類ほど用意して視聴者に提供しており、これらは1種類につき抽選で5人に贈られた。
番組開始時は三重テレビのみでの放送で、火曜20時00分→金曜19時00分→月曜19時30分と幾度か放送時間を変更した。後述のとおり、遅れネットで、2009年10月からサンテレビ・KBS京都テレビの2局で、2010年1月からテレビ愛知で放送を開始。2010年4月からは岐阜放送でも放送された。

## 出演者
- 森本廉太郎 - 奉行役で出演。
- さとうあつし - 同心役で出演。
- 室矢まんぺい - 書記役で出演。
- 斉藤やす - 岡っ引き役で出演。
- 堀口文宏（あさりど） - 捕り方役で出演。なお、堀口は姉妹番組『ええじゃないか。平成弥次さん出会い旅』にも出演している。
- 萩本欽一 - プロデューサー。番組には不定期で出演。

## 主な内容
江戸時代、「大岡裁き」で知られた大岡忠相は、江戸南町奉行となる前に「山田奉行」として現在で言う三重県伊勢市に赴き、当地でもその見事な裁きぶりを発揮したとされる。その「大岡裁き」を現代の三重県に甦らせようというのが、当番組のコンセプトである。一般視聴者が持つ日常の身近な悩みを、奉行たち（前述の出演者）の力添えによって解決してもらおうというのが、番組の趣旨となっている。
舞台は奉行所。「申立人」と呼ばれる悩みの相談者が登場し、奉行などに自身の悩みを訴え出る。舞台には“訴えた”対象の「下手人」も登場し、「申立人」「下手人」双方の言い分を聞き、ご意見番的な存在（回毎に変わる。大学教授、医者、弁護士など）の意見も交えながら、最後に奉行が“お裁き”をくだす。
前述のとおり、プロデューサーの萩本自身が、相談の最中に舞台に顔を出すこともある（主に「申立人」と「下手人」の仲立ちを行うなどしている）。

## オープニングテーマ
- まいどハッピー（作詞 - トータス松本、ウルフルケイスケ、作曲 - ウルフルケイスケ、演奏 - ウルフルズ）

## 制作スタッフ
- プロデューサー - 萩本欽一、山田享司
- 制作著作 - 三重テレビ

## ネット局

### 現在のネット局
| 放送対象地域 | 放送局        | 系列      | 放送日時                 | 備考                                 |
| ------------ | ------------- | --------- | ------------------------ | ------------------------------------ |
| 三重県       | 三重テレビ    | 独立UHF局 | 月曜 19時30分 - 20時00分 | 制作局                               |
| 京都府       | KBS京都テレビ | 独立UHF局 | 水曜 20時55分 - 21時25分 | 各局とも特番により欠番となる回がある |
| 兵庫県       | サンテレビ    | 独立UHF局 | 水曜 19時30分 - 20時00分 | 各局とも特番により欠番となる回がある |
| 岐阜県       | 岐阜放送      | 独立UHF局 | 水曜 24時15分 - 24時45分 | 各局とも特番により欠番となる回がある |

### 過去のネット局
| 放送対象地域 | 放送局     | 系列           | 放送日時                 | 放送期間                   |
| ------------ | ---------- | -------------- | ------------------------ | -------------------------- |
| 愛知県       | テレビ愛知 | テレビ東京系列 | 水曜 14時30分 - 15時00分 | 2010年1月6日 - 同年3月24日 |